# Optare Excel
Optare Excel — одноэтажный автобус, выпускавшийся с 1995 по 2004 год компанией Optare. Пришёл на смену модели Optare Delta. Вытеснен с конвейера моделью Optare Tempo.
Всего было выпущено около 600 экземпляров.

## Описание
Optare Excel оснащался шестицилиндровым дизельным двигателем Cummins 6BT с турбонаддувом. Опционально автобус оснащался двигателем Mercedes-Benz OM906LA. Каждый двигатель сочетался в паре с автоматической трансмиссией Allison B300R.
Длины автобусов Optare Excel варьировались от 9600 до 11500 мм, а вместимость — от 27 до 45 пассажиров.

## Excel 2
В 1999 году Optare Excel прошёл рестайлинг и стал называться Excel 2. Передняя часть аналогична Optare Solo. Внешние признаки автобуса — круглые фары, два меньших задних фонаря и изменённая крышка топливного бака. Параллельно с ним оригинальный Optare Excel выпускался до 2000 года.

## Галерея
- Optare Excel
- Optare Excel в Плимуте
- Optare Excel 2
- Optare Excel 2